# Шембетское сельское поселение
Шембетское сельское поселение — муниципальное образование в составе Арбажского района Кировской области России. Административный центр — село Шембеть .

## История
Шембетское сельское поселение образовано 1 января 2006 года, в его состав вошли территории бывших Баландовского, Мосуновского и Шембетского сельских округов (сельсоветов).

## Население
| 2010 | 2012 | 2013 | 2014 | 2015 | 2016 | 2017 |
| ---- | ---- | ---- | ---- | ---- | ---- | ---- |
| 758  | ↘730 | ↘689 | ↘628 | ↘606 | ↘591 | ↘569 |
| 2018 | 2019 | 2020 |      |      |      |      |
| ↘552 | ↘536 | ↘507 |      |      |      |      |

## Состав
В состав поселения входят 11 населённых пунктов (население, 2010):
| - село Шембеть — 342 чел.; - деревня Баланды — 40 чел.; - деревня Большая Ворона — 0 чел.; - деревня Гавричи — 0 чел.; - деревня Глотовы — 6 чел.; - деревня Душкины — 0 чел.; | - деревня Малая Ворона — 0 чел.; - деревня Мосуны — 332 чел.; - деревня Подсосновка — 0 чел.; - деревня Чернушка — 29 чел.; - деревня Шабры — 9 чел. |